# Slivovnik, Vidin
Slivovnik (în bulgară Сливовник) este un sat în comuna Belogradcik, regiunea Vidin,  Bulgaria. 

## Demografie
Componența etnică a satului Slivovnik
     Bulgari (100%)
     Nicio identificare (0%)
     Altele (0%)
La recensământul din 2011, populația satului Slivovnik era de 18 locuitori. Din punct de vedere etnic, toți locuitorii erau bulgari.